# Šalvěj lyrovitá
Šalvěj lyrovitá (Salvia lyrata) je vytrvalá bylina z čeledi hluchavkovitých, pocházející z východních a jihovýchodních oblastí USA. V rámci širokého rodu šalvěj je řazena do sekce Heterosphace, fylogeneticky má tedy blíže k evropským šalvějím než k druhům amerického Západu a Mexika.

## Popis
Vytrvalá bylina s bazální růžicí listů, které jsou až 20 cm dlouhé a směrem ke špičce se rozšiřují. Listy mají nepravidelné okraje a jsou obvykle zpeřeně laločnaté nebo vykrajované, takže svým tvarem připomínají lyru. Středová žilka je někdy tmavě vínově fialová. Z listové růžice vyrůstá až 0,6 m vysoká, přímá, čtyřhranná, řídce olistěná, chlupatá lodyha nesoucí lichopřesleny špinavě bílých, levandulově fialových až modrých květů, které jsou až 2,5 cm dlouhé, s dlouhým spodním a krátkým, trojklaným horním pyskem. Nejsilněji kvete od března do června, i když řídce může kvést po celý rok. Opylována je hmyzem, plody jsou tvrdky.

## Ekologie a rozšíření
Šalvěj lyrovitá pochází ze Spojených států amerických, kde se vyskytuje roztroušeně od států Connecticut a New York na východě po Missouri na západě, a na jihu od Jižní Karoliny a Floridy po Texas. Roste na plném slunci nebo v lehkém až středním stínu, původní porosty se nacházejí na okrajích cest, na polích a lukách či ve světlých otevřených lesích a na pasekách. Snáší nejrůznější typy půd od písčitých až po jílovité, mírné sucho i podmínky v periodicky zaplavovaných aluviích řek.

## Využití
Tato šalvěj se někdy pěstuje v zahradách pro své atraktivní listy a květy, může se však hojně sama vysévat a snadno se stát plevelem. Bylo vyšlechtěno několik kultivarů s fialovými listy, například 'Burgundy Bliss', 'Purple Volcano' a 'Purple Knockout'. Rostliny se dobře rozrůstají a působí pokryvně; v trávníku snesou vzhledem k přízemní růžici listů i sekání a sešlap. Květy přitahují motýly a kolibříky, kterým poskytují zdroj nektaru.
Domorodí Američané používali kořen jako mast na boláky a celou rostlinu jako čaj při nachlazení a kašli. Listy byly kdysi považovány za zevní lék proti rakovině, odtud pochází jeden z lidových názvů "cancerweed".

## Galerie

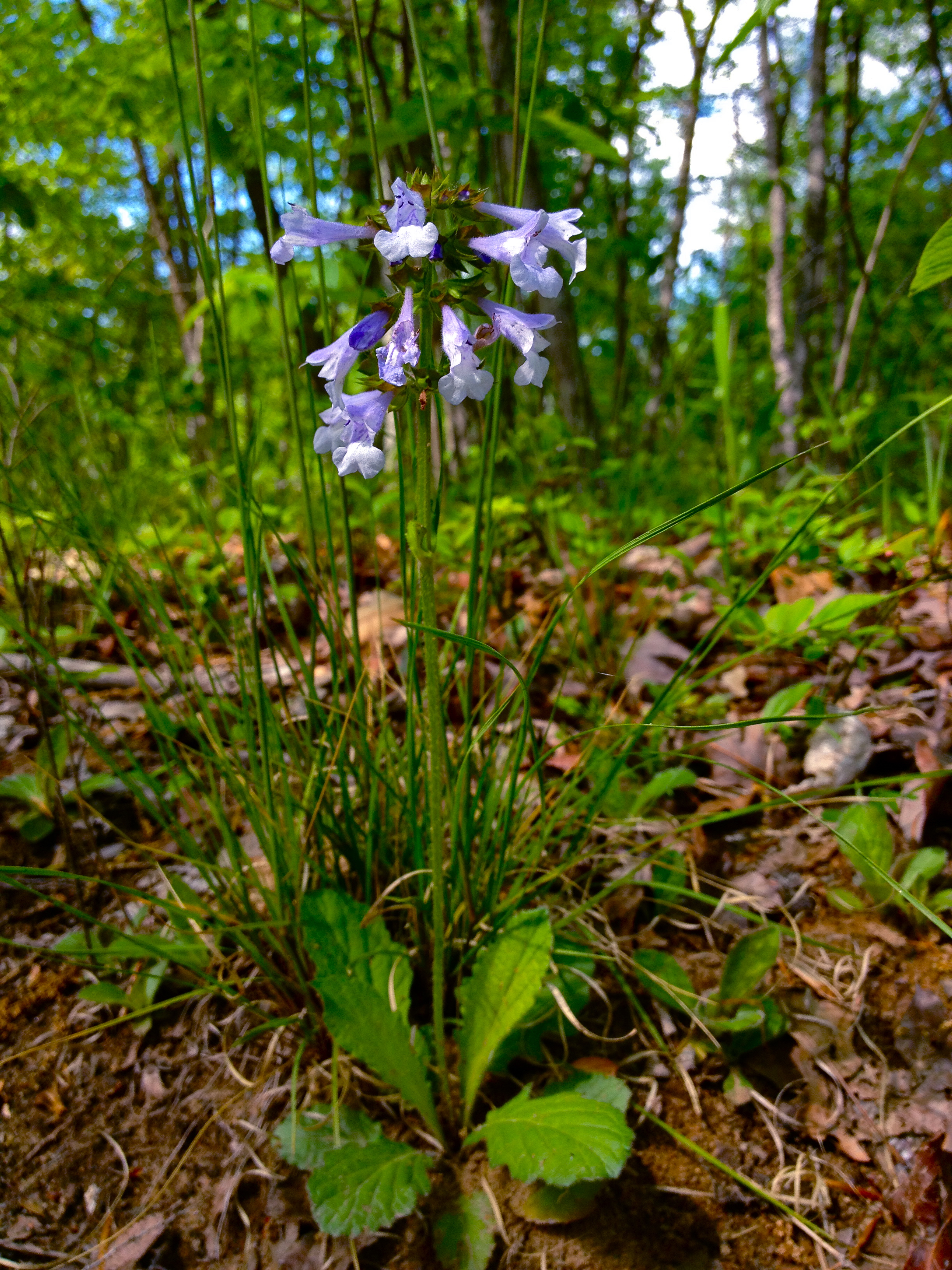
Celá rostlina na přirozeném stanovišti
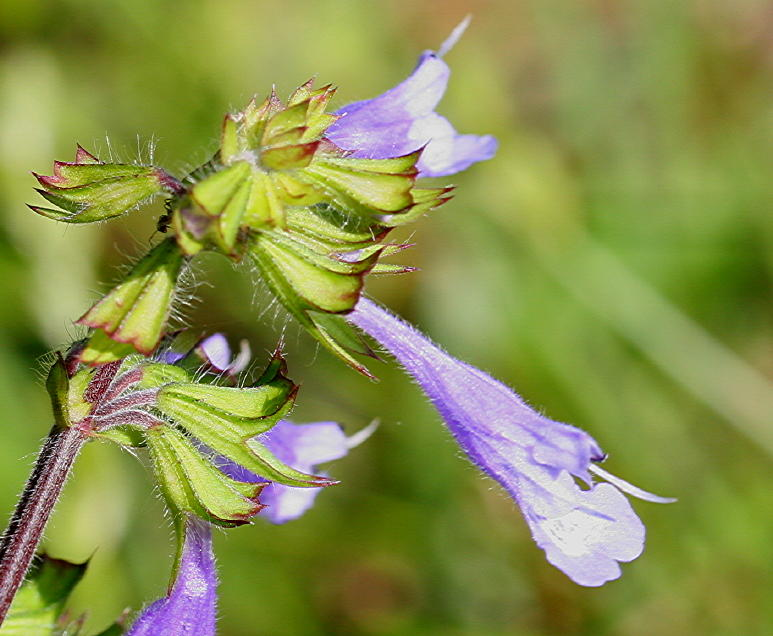
Detail květenství
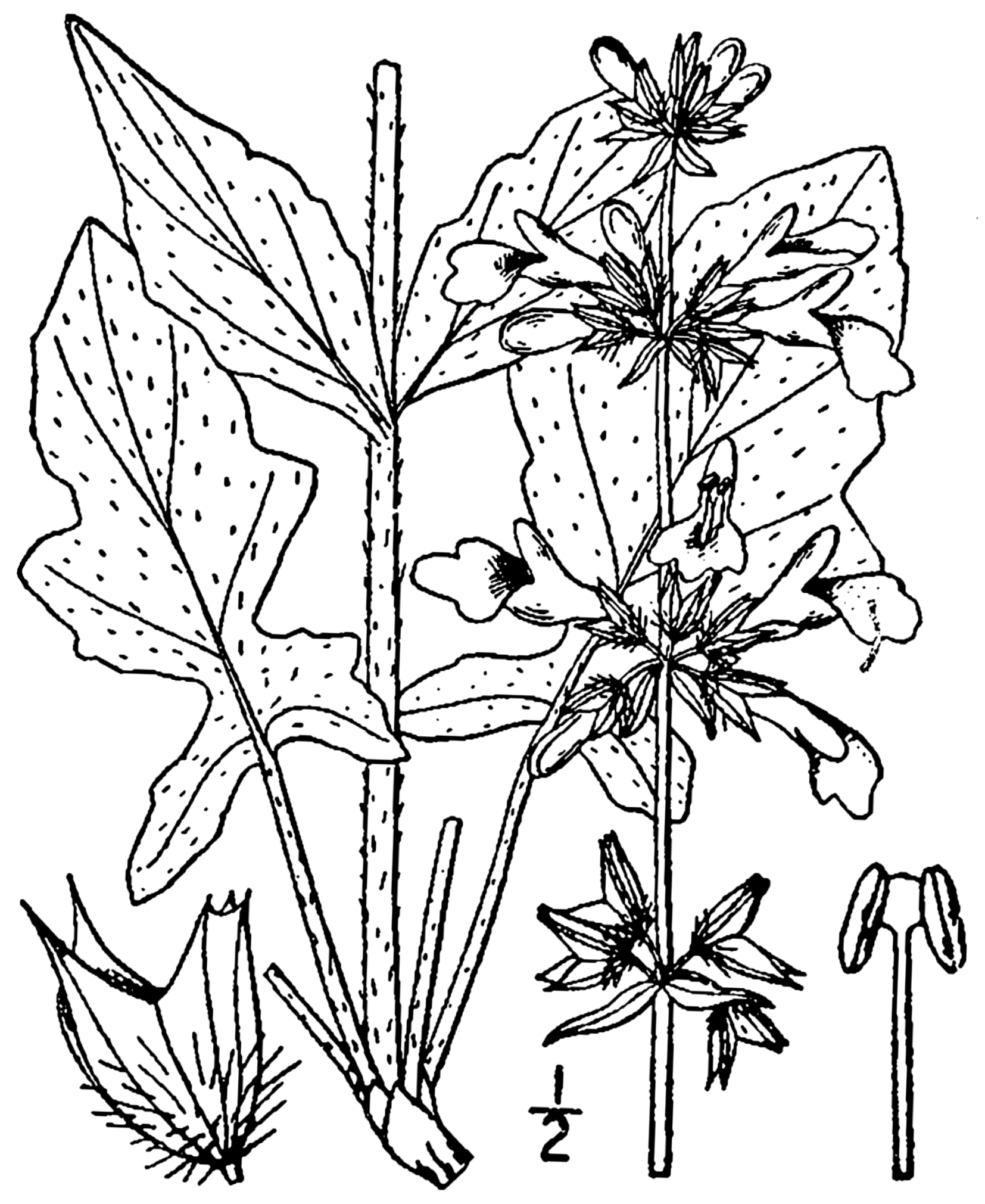
Botanická ilustrace
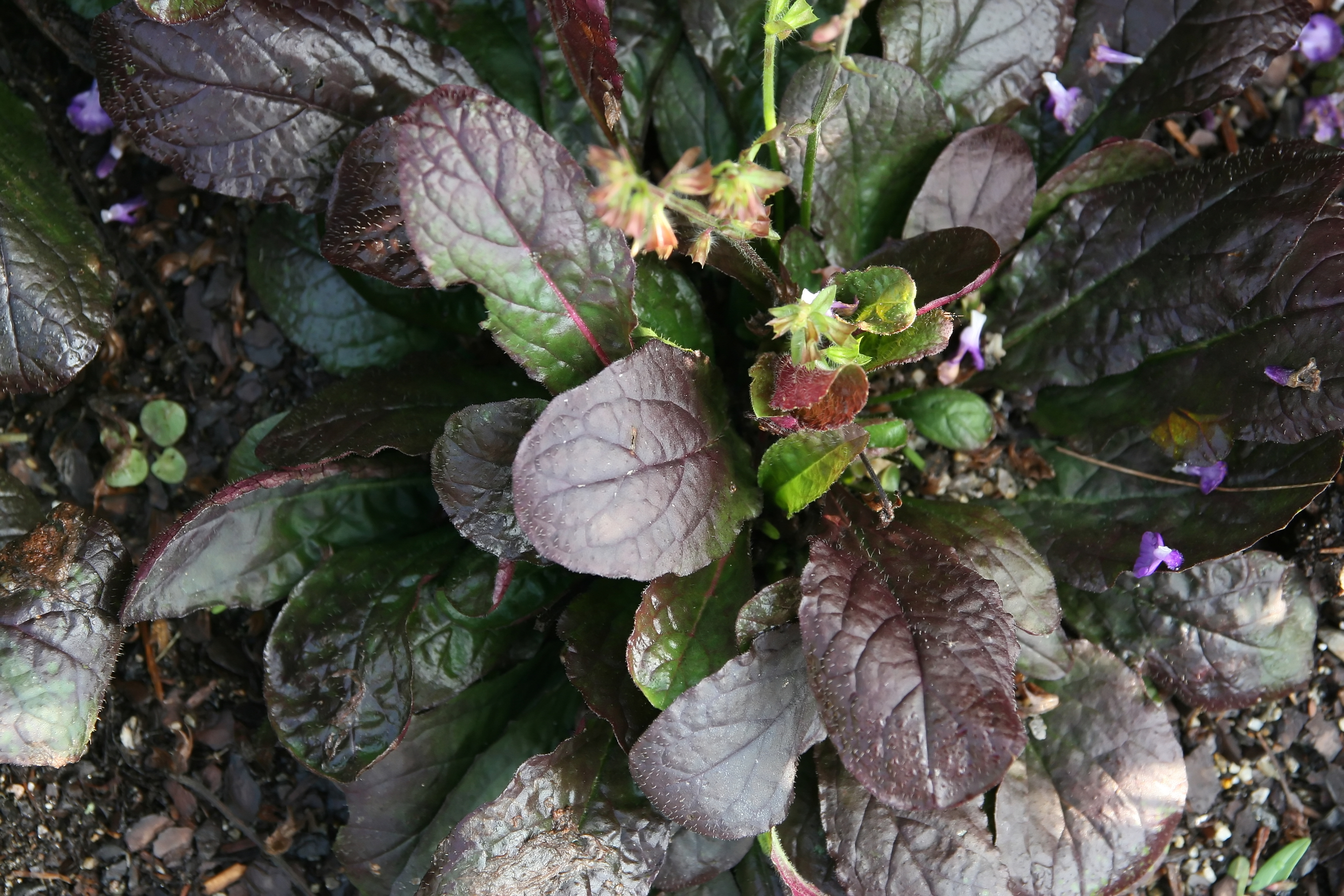
Červenolistý kultivar 'Purple Volcano'